# Camp de gluó
En la física teòrica de partícules, el camp de gluons és un camp de quatre vectors que caracteritza la propagació de gluons en la forta interacció entre quarks. Té el mateix paper en cromodinàmica quàntica que el quatre potencial electromagnètic en electrodinàmica quàntica. – el camp del gluó construeix el tensor de la força del camp del gluó.
Al llarg d'aquest article, els índexs llatins prenen valors 1, 2,... , 8 per a les vuit càrregues de color de gluó, mentre que els índexs grecs prenen valors 0 per a components semblants al temps i 1, 2, 3 per a components similars a l'espai de vectors i tensors de quatre dimensions en l'espai-temps. Al llarg de totes les equacions, la convenció de suma s'utilitza en tots els índexs de color i tensor, tret que s'indiqui el contrari explícitament.

## Introducció
Els gluons poden tenir vuit càrregues de color, de manera que hi ha vuit camps, en contrast amb els fotons que són neutres i, per tant, només hi ha un camp de fotons.
Els camps de gluó per a cada càrrega de color tenen cadascun un component "similar al temps" anàleg al potencial elèctric i tres components "similars a l'espai" anàlegs al potencial vectorial magnètic. Utilitzant símbols semblants:
{\displaystyle {\boldsymbol {\mathcal {A}}}^{n}(\mathbf {r} ,t)=[\underbrace {{\mathcal {A}}_{0}^{n}(\mathbf {r} ,t)} _{\text{timelike}},\underbrace {{\mathcal {A}}_{1}^{n}(\mathbf {r} ,t),{\mathcal {A}}_{2}^{n}(\mathbf {r} ,t),{\mathcal {A}}_{3}^{n}(\mathbf {r} ,t)} _{\text{spacelike}}]=[\phi ^{n}(\mathbf {r} ,t),\mathbf {A} ^{n}(\mathbf {r} ,t)]}
on n = 1, 2, ... 8 n = 1, 2, ... 8 no són exponents sinó que enumeren les vuit càrregues de color del gluó, i tots els components depenen del vector de posició r del gluó i del temps t. Cadascú {\displaystyle {\mathcal {A}}_{\alpha }^{a}} és un camp escalar, per a algun component de l'espai-temps i la càrrega de color del gluó.
Les matrius de Gell-Mann λa són vuit matrius 3 × 3 que formen representacions matricials del grup SU (3). També són generadors del grup SU(3), en el context de la mecànica quàntica i la teoria de camps; un generador es pot veure com un operador corresponent a una transformació de simetria (vegeu simetria en mecànica quàntica). Aquestes matrius tenen un paper important en QCD ja que QCD és una teoria gauge del grup gauge SU(3) obtinguda prenent la càrrega de color per definir una simetria local: cada matriu de Gell-Mann correspon a una càrrega de color de gluó particular, que al seu torn es pot utilitzar per definir operadors de càrrega de color. Els generadors d'un grup també poden formar una base per a un espai vectorial, de manera que el camp global de gluons és una " superposició " de tots els camps de color. Pel que fa a les matrius de Gell-Mann (dividides per 2 per comoditat),
{\displaystyle t_{a}={\frac {\lambda _{a}}{2}}\,,}
els components del camp de gluons estan representats per matrius 3 × 3, donades per:
{\displaystyle {\mathcal {A}}_{\alpha }=t_{a}{\mathcal {A}}_{\alpha }^{a}\equiv t_{1}{\mathcal {A}}_{\alpha }^{1}+t_{2}{\mathcal {A}}_{\alpha }^{2}+\cdots +t_{8}{\mathcal {A}}_{\alpha }^{8}}
o recollint-los en un vector de quatre matrius 3 × 3:
{\displaystyle {\boldsymbol {\mathcal {A}}}(\mathbf {r} ,t)=[{\mathcal {A}}_{0}(\mathbf {r} ,t),{\mathcal {A}}_{1}(\mathbf {r} ,t),{\mathcal {A}}_{2}(\mathbf {r} ,t),{\mathcal {A}}_{3}(\mathbf {r} ,t)]}
el camp de gluons és:
{\displaystyle {\boldsymbol {\mathcal {A}}}=t_{a}{\boldsymbol {\mathcal {A}}}^{a}\,.}